# János Göröcs
János Göröcs (Gánt, 8 mei 1939 – Boedapest, 23 februari 2020) was een Hongaars voetballer en voetbalcoach. Göröcs speelde het grootste gedeelte van zijn carrière bij Újpesti Dózsa, waar hij uitgroeide tot een van de beste spelers uit de clubgeschiedenis vanwege zijn technische vaardigheden. De middenvelder werd driemaal genomineerd voor de uitverkiezing van de Europees voetballer van het jaar.

## Voetbalcarrière
Göröcs speelde in de jeugd bij Jutagyár (1949-1951) en Vasas Izzó (1951-1957) en startte in 1957 zijn professionele loopbaan bij Újpesti Dózsa. Bij de Hongaarse club bleef Göröcs vijftien jaar onder contract staan en legde hij beslag op vijf landstitels en twee nationale bekers. In 1969 bereikte Göröcs met zijn club de finale van de Jaarbeursstedenbeker. Daarin verloor Újpesti Dózsa over twee wedstrijden van Newcastle United. Na een vijftienjarige periode bij Újpesti Dózsa sloot Göröcs zijn carrière af bij Tatabányai Bányász.
Met het Hongaarse elftal was Göröcs actief op het WK 1962 en EK 1964. Daarnaast behaalde Göröcs met het nationale elftal in 1960 een bronzen medaille op de Olympische Spelen in Rome.

## Trainerscarrière
Na zijn actieve carrière werd Göröcs trainer bij zijn voormalige club Újpesti Dózsa (1974-1976 en 1985-1988) en was hij bondscoach van Koeweit (1978-1980) en Iran (1991-1992).

## Erelijst
Met Újpesti Dózsa:
- Nemzeti Bajnokság: 1960, 1969, 1970, 1971, 1972
- Magyar Kupa: 1969, 1970

Met het Hongaarse elftal:
- Olympische Spelen: bronzen medaille (1960)